# Cvonline.hu
A Cvonline.hu Magyarország egyik legnagyobb állásportálja. [forrás?] Az álláskeresők önéletrajzainak adatbázisa, amely segíti a munkaerőpiac szereplőinek tájékozódását és ezáltal az álláskeresők elhelyezkedését illetve a munkáltatók munkaerő-szükségleteinek kielégítését.
A cégcsoport [forrás?] súlyt helyez az egyéb közösségi médiában (pl. Facebook) való megjelenésre és kiterjedt CSR-tevékenységet folytat.

## Története
1999. október 1-jén, a magyarországi online álláspiacon elsőként jelent meg a Munkaforum Kft. által létrehozott önéletrajz-adatbank.
2000 elején az akkor már négy éve sikeresen működő észt Cvonline megkezdte közép-európai terjeszkedését. A Munkaforum Kft. és a Cvonline összeolvadt és a továbbiakban a Cvonline.hu doménnevet használja.
2003-ban a cégcsoport szinte mindegyik országában elindultak a hagyományos toborzási divízió szolgáltatásai - a CVO Csoport az egyik legnagyobb és legsikeresebb toborzási szolgáltatást nyújtó vállalkozássá vált Közép- és Kelet-Európában [forrás?].
2005-ben a CVO Csoport elindította az EMEAjobs.com elnevezésű új szolgáltatását,a mely vezető online toborzó cégek egyedi hálózatát alkotja, lefedve az EMEA régió 40 piacát. Az ügyfeleket így nem csak a hazai oldalak, de közép- és kelet-európai partnerportálok is segítik a megfelelő jelölt megtalálásában.
2009-ben a Cvonline.hu elnyerte a legjobb fogyasztói márkának járó Superbrands díjat.
2010-ben a Cvonline.hu az IM-Digital Kft., az Inform Média Kft. leányvállalata tulajdonába került. Ennek következtében az addig konkurens országos állásportál, a topjob.hu Archiválva 2014. október 12-i dátummal a Wayback Machine-ben oldal a Cvonline.hu partnerévé vált.
2011-ben a 2006-ban indult hoteljobs.hu, illetve a 2007-ben alapított medijobs.hu a Cvonline.hu cégcsoport részeként beolvadt az országos állásportál-hálózatba, utat nyitva a szakmaspecifikus piac térnyerésének. A partneroldalként működő Topjob.hu oldal megyei portálok hálózatává vált. 19+1 regionális jobportálhelyből álló hálózat. Ugyanakkor a Cvonline.hu teljes arculatváltáson ment keresztül. Újra beindult az előszűrés szolgáltatás, amely reagál a környezeti változásokra, és ezzel is megkönnyítve ügyfeleik kereséseit.
2012-ben átalakult a főoldal struktúrája, hogy ezáltal is elősegítse a munkáltatók márkaépítési törekvéseit. Egyszerűbbé vált a pozíciók feltöltésének módja, egyben adatbázisuk még inkább felhasználóbaráttá vlt. [forrás?] teszik.
2013-ban a CVO részt vett az Aon Hewitt HR-tanácsadó cég által készített Munkáltató Márkakutatás 2013 felmérés adatfelvételében.
2013-tól a regionális állásportálok aggregátor site-ként is funkcionálnak, azaz a Cvonline.hu ügyfélhirdetéseivel gyarapodnak. Ugyanakkor az addig navigációs oldalnak számító Topjob.hu oldal ismét önállóvá vált és a Cvonline.hu és a regionális állásportálok pozíciót jeleníti meg.
A Szuperinfo franchise hálózattal való együttműködés eredményeképpen a CVO regionális állásportáljai megszilárdították pozíciójukat a helyi piacokon.
Új szakmaspecifikus oldalak indultak el, amelyek közül a penzugyallas.hu oldalon a bankszektor, a könyvelés és a pénzügy területére, a programozoallas.hu felületén az IT-s, webes munkákra, az ertekesitoiallas.hu-n a sales pozíciókra, a mernokmunka.hu-n pedig a mérnöki állásokra koncentrálnak.
Megtörtént az IOS és Android rendszeren keresztül is használható mobilalkalmazás bevezetése.

## Díjai, elismerései
2009-ben a Cvonline.hu elnyerte a legjobb fogyasztói márkának járó Superbrands díjat.